# ماري لي
ماري ميونجوك لي هي مؤلفة وروائية وكاتبة مقالات أمريكية، كما أنها أحد المؤسسين المشاركين لمنظمة ورشة عمل الكتاب الأمريكيين الآسيويين (AAWW)، التي تأسست سنة 1991 لدعم كتاب مدينة نيويورك غير البيض.

## سيرتها
نشأت لي مع أسرتها في هيبينغ، مينيسوتا، وهي مدينة تعدين صغيرة ونائية. كان والدها طبيبًا، وقد فرّ والدها ووالدتها من كوريا الشمالية إلى الجنوب، ثم انتقلا في نهاية المطاف إلى ولاية مينيسوتا بعد أن حصلت والدتها على تأشيرة دخول إلى الولايات المتحدة. كان والدها طبيبًا، وقد فرّ والدها ووالدتها من كوريا الشمالية إلى الجنوب،
حصلت لي على على درجة البكالوريوس في الآداب سنة 1986 من جامعة براون.
درّست لي كتابة الرواية في جامعة ييل، كما شغلت منصب محاضِرة زائرة في قسم الدراسات الأمريكية في جامعتها الأم جامعة براون، وهي تعمل أيضًا أستاذة مساعدة في  جامعة كولومبيا، حيث تُدرّس الكتابة الإبداعية ضمن قسم الكتابة بالجامعة.
هي متزوجة من كارل جاكوبي، وهو أيضًا خريج جامعة براون عام 1987، ويعمل مؤرخًا بيئيًا في جامعة كولومبيا، ويعيشان معًا في مدينة نيويورك.
شاركت لي في لجنة تحكيم الجائزة الوطنية للكتاب، كما كانت إحدى المحكّمين في جائزة PEN/E.O. Wilson للكتابة العلمية الأدبية، وهي أيضًا مؤسسة ورئيسة سابقة لمجلس إدارة ورشة كتّاب الأمريكيين الآسيويين في مدينة نيويورك.

## رواياتها

### روايات الشباب
تحت اسم ماري جي لي، كتبت لي عددًا من روايات أدب الشباب، من بينها:
- العثور على صوتي (1992).
- لو لم يكن يون جون (1993).
- وداعًا (1994).
- والخشونة الضرورية (1996).
- وF هي لـ Fabuloso (1999).

تُعد رواية "العثور على صوتي" عمومًا أول رواية موجهة للمراهقين تصدر عن ناشر كبير وتضم بطلة أمريكية آسيوية معاصرة كتبها مؤلف أمريكي آسيوي. وتحكي الرواية قصة "إلين سونغ"، طالبة في المرحلة الثانوية، وهي تواجه مظاهر العنصرية كونها تنتمي إلى الأسرة الكورية الأمريكية الوحيدة (أو الأسرة الملونة الوحيدة عمومًا) في البلدة. في أواخر عام 2020 وأوائل 2021، أُعيد إصدار الرواية عن دار Soho Teen  وقد حصلت لي عن هذه الرواية على جائزة "أفضل كتاب للقراء المترددين" من جمعية المكتبات الأمريكية عام 1992. وفي عام 1993، نالت الرواية جائزة "أدب الشباب" من جمعية أصدقاء الكتّاب الأمريكيين،  كما أُدرجت ضمن قائمة "خيارات اليافعين" لعام 1994 التي تصدرها الجمعية الدولية للقراءة. وفي عام 1997، ظهرت الرواية ضمن قائمة *جمعية المكتبات الأمريكية* للكتب الورقية الرائجة لليافعين.
رواية لي إنقاذ الوداع هي تكملة لرواية العثور على صوتي، وتتابع شخصية إلين جونغ بعد تخرجها من المدرسة الثانوية ودخولها سنتها الجامعية الأولى في جامعة هارفارد.
تحكي رواية الخشونة الضرورية قصة فتى كوري أمريكي يُدعى تشان كيم، ينتقل من لوس أنجلوس إلى مدينة خيالية تُدعى "آيرون تاون" في ولاية مينيسوتا. يلجأ تشان إلى لعب كرة القدم الأمريكية كوسيلة لمواجهة العنصرية التي يتعرض لها من زملائه، وكذلك للهروب من المشكلات التي يواجهها مع والديه وبقية أفراد أسرته.

### روايات أخرى
رواية لي ابنة أحدهم (2005) مستوحاة من تجربتها خلال عام قضته كباحثة ضمن برنامج فولبرايت في كوريا الجنوبية، حيث قامت بجمع الروايات الشفوية لأمهات كوريات قدمن أبناءهن للتبني. لطالما شاركت لي في مجتمع المتبنّين لسنوات عديدة، على الرغم من أنها نفسها ليست متبناة، لكن أحد أفراد عائلتها تم تبنيه من كوريا. كما تُعد لي واحدة من بين خمسين صحفيًا فقط مُنحوا تأشيرة دخول إلى كوريا الشمالية منذ الحرب الكورية.
أحدث روايات لي، البطل المسائي (2021)، الصادرة عن دار النشر سايمون آند شوستر، تتناول موضوعات تتعلق بـ"مستقبل الطب، والهجرة، وكوريا الشمالية".

### قصص قصيرة ومقالات
نُشرت قصص لي ومقالاتها في عدد من المجلات والصحف البارزة، منها: ذا أتلانتيك، ويتنس، ذا كينيون ريفيو، تراي كورترلي، نيوزويك، سليت، غيرنيكا، ذا غارديان، ونيويورك تايمز. .

## أوسمة
حازت لي على عدة تكريمات عن أعمالها، من بينها تنويه شرفي من جائزة أو. هنري عن اقتباس لأحد فصول روايتها ابنة أحدهم.
حصلت لي على زمالة الأدب من مؤسسة ماكول جونسون، وعلى زمالة الأدب الروائي لعام 2010 من مجلس الفنون بولاية رود آيلاند. كما كانت زميلة في مؤسسات فنية مرموقة مثل يادو، ومستعمرة ماكدويل، ومركز فرجينيا للفنون الإبداعية (VCCA)، بالإضافة إلى زمالة في مجال الرواية من مؤسسة نيويورك للفنون.

## روابط خارجية
- اقتباس لمنصب ماري لي الحالي في جامعة براون